# Associació Mútua d'Obrers de la Indústria Cotonera
L'Associació Mútua d'Obrers de la Indústria Cotonera fou de les primeres entitats obreres que es van crear a Catalunya en temps de la primera industrialització fabril.
Fundada el 1840 amb l'empenta de l'obrer vigatà Joan Muns per garantir mecanismes d'ajuda mútua entre els treballadors del sector tèxtil cotoner. Poc després, el 1841, el general Espartero va prohibir-la per fomentar la revolució. Però el 1842 el governador de Barcelona la va tornar a legalitzar, tot i que sota el nou nom de Societat de Protecció de Barcelona.
El 1843 la Diputació i l'ajuntament de Barcelona va concedir un préstec a l'entitat per construir la fàbrica cooperativa Companyia Fabril de Teixidors de Cotó de Barcelona, la qual va donar feina a 200 obrers i a més a més va arribar a sostenir 700 obrers sense feina mitjançant petits subsidis. L'experiència va finalitzar amb la crisi econòmica de 1848, motiu pel qual fou traspassada a uns particulars.